# Composition des mouvements
La loi de composition des mouvements permet en mécanique newtonienne de relier les accélérations et les vitesses observées dans deux référentiels distincts. C'est une loi de cinématique c'est-à-dire essentiellement de description. Néanmoins, elle permet d'introduire le concept de forces d'inertie dans un référentiel non galiléen.

## Préambule: formule de Bour
Soit le référentiel non galiléen (R') en rotation par rapport au référentiel galiléen (R) selon le vecteur vitesse angulaire {\displaystyle {\vec {\Omega }}_{(R'/R)}}.
La formule de Bour permet d'exprimer la dérivée d'un vecteur dans une base mobile. Pour tout vecteur {\displaystyle {\vec {\mathrm {B} }}(t)}, on a :
| {\displaystyle \left({\frac {\mathrm {d} {\vec {\mathrm {B} }}}{\mathrm {d} t}}\right)_{(R)}=\left({\frac {\mathrm {d} {\vec {\mathrm {B} }}}{\mathrm {d} t}}\right)_{(R')}+{\vec {\Omega }}_{(R'/R)}\wedge {\vec {\mathrm {B} }}} |

Remarque
On peut retrouver différentes notations, comme celles-ci : {\displaystyle \left({\frac {\mathrm {d} {\vec {\mathrm {B} }}}{\mathrm {d} t}}\right)_{(R)}={\frac {\mathrm {d} ^{\left(R\right)}{\vec {\mathrm {B} }}}{\mathrm {d} t}}=\left.{\frac {\mathrm {d} {\vec {\mathrm {B} }}}{\mathrm {d} t}}\right|_{(R)}}.
Cette notation se lit « dans R » et signifie « en supposant R fixe ».

## Composition des vitesses

### Expression vectorielle
Soit le référentiel non galiléen (R') centré en O' en rotation par rapport au référentiel galiléen (R) selon le vecteur vitesse angulaire {\displaystyle {\vec {\Omega }}_{(R'/R)}}.
Soit M un point mobile dans l'espace. On définit :
- La vitesse absolue de M est la vitesse de M dans (R) :
{\displaystyle {\vec {v}}_{\mathrm {a} }={\vec {v}}(\mathrm {M} )_{(R)}}
- La vitesse relative de M est la vitesse de M dans (R') :
{\displaystyle {\vec {v}}_{\mathrm {r} }={\vec {v}}(\mathrm {M} )_{(R')}}
- La vitesse d'entraînement est la vitesse du point coïncident P, c.-à-d. la vitesse qu'aurait M par rapport à (R) s'il était fixe dans (R') :
{\displaystyle {\vec {v}}_{\mathrm {e} }={\vec {v}}(\mathrm {P} )_{(R)}={\vec {v}}(\mathrm {O} ')_{(R)}+{\vec {\Omega }}_{(R'/R)}\wedge {\overrightarrow {\mathrm {O'P} }}}

La loi de composition est assez intuitive puisqu'elle s'écrit :
| {\displaystyle {\vec {v}}_{\mathrm {a} }={\vec {v}}_{\mathrm {r} }+{\vec {v}}_{\mathrm {e} }} |

### Expression torsorielle
On se place en cinématique du solide ; on note Ɛ l'espace réel. Considérons trois solides notés 0, 1 et 2 ; habituellement, le solide 0 est un bâti de machine ou bien le sol. On note « i/j » le mouvement du solide i par rapport au référentiel lié au solide j. On note {\displaystyle \{{\mathcal {V}}_{i/j}\}} le torseur cinématique décrivant ce mouvement.
La loi de composition des vitesses s'exprime, avec les torseurs, de la manière suivante :
{\displaystyle \{{\mathcal {V}}_{2/0}\}=\{{\mathcal {V}}_{2/1}\}+\{{\mathcal {V}}_{1/0}\}}
C'est une sorte de relation de Chasles pour les indices.
On note Ɛ l'espace réel. Si l'on considère les éléments de réduction, alors :
{\displaystyle \forall \mathrm {A} \in {\mathcal {E}},{\vec {\mathrm {V} }}(\mathrm {A} \in 2/0)={\vec {\mathrm {V} }}(\mathrm {A} \in 2/1)+{\vec {\mathrm {V} }}(\mathrm {A} \in 1/0)}
{\displaystyle {\vec {\Omega }}_{2/0}={\vec {\Omega }}_{2/1}+{\vec {\Omega }}_{1/0}}
Notons que la première équation est simplement l'expression vectorielle de la loi de composition des vitesses. La seconde équation, la loi de composition des vitesses de rotation, dérive de la loi de composition des vitesses linéaires du fait des propriétés d'addition des torseurs.
Elle suffit seule à traduire la relativité galiléenne. Toutefois, il est souvent plus aisé d'utiliser la loi de composition des vecteurs vitesse de rotation associée à la loi de composition des vitesses linéaires en un seul point donné, plutôt que d'utiliser la loi de composition des vitesses linéaires en tous points.

## Composition des accélérations

### Cas d'un référentiel en rotation par rapport à un référentiel galiléen
La composition des accélérations est moins intuitive, car elle fait intervenir non seulement une accélération d'entraînement, mais aussi une accélération complémentaire dite de Coriolis, qui n'a été découverte qu'au XIXe siècle par Gaspard-Gustave Coriolis.
On définit ainsi :
- l'accélération absolue de M comme l'accélération de M dans (R) :
{\displaystyle {\vec {a}}_{\mathrm {a} }={\vec {a}}(\mathrm {M} )_{/R}}
- l'accélération relative de M comme l'accélération de M dans (R') :
{\displaystyle {\vec {a}}_{\mathrm {r} }={\vec {a}}(\mathrm {M} )_{/R'}}
- l'accélération d'entraînement comme l'accélération du point coïncident P, c.-à-d. l'accélération qu'aurait M dans (R) s'il était fixe dans (R') :
{\displaystyle {\vec {a}}_{\mathrm {e} }={\vec {a}}(\mathrm {P} )_{(R)}={\vec {a}}(\mathrm {O} ')_{(R)}+\left({\frac {d{\vec {\Omega }}_{(R'/R)}}{dt}}\right)_{(R)}\wedge {\overrightarrow {\mathrm {O'M} }}+{\vec {\Omega }}_{(R'/R)}\wedge ({\vec {\Omega }}_{(R'/R)}\wedge {\overrightarrow {\mathrm {O'M} }})}

Attention ! De manière générale, l'accélération d'entraînement {\displaystyle {\vec {a}}_{\mathrm {e} }} n'est pas égale à la dérivée de la vitesse d'entraînement {\displaystyle {\frac {\mathrm {d} {\vec {v_{\mathrm {e} }}}}{\mathrm {d} t}}}. L'accélération d'entraînement à un instant {\displaystyle t} donné est l'accélération dans {\displaystyle R} du point coïncident à {\displaystyle M} dans {\displaystyle R'} (noté {\displaystyle P_{t}}) à cet instant. Ce point n'est donc pas le même selon l'instant considéré : une fraction de temps {\displaystyle \tau } plus tard, le point coïncident est {\displaystyle P_{t+\tau }}. La différence entre les deux notions est la suivante :
- L'accélération d'entraînement {\displaystyle {\vec {a}}_{\mathrm {e} }} correspond à la variation de la vitesse du point {\displaystyle P_{t}} entre les instants {\displaystyle t} et {\displaystyle t+\tau }, ce qui ne fait intervenir qu'un seul point.
- La dérivée de la vitesse d'entraînement {\displaystyle {\frac {\mathrm {d} {\vec {v_{\mathrm {e} }}}}{\mathrm {d} t}}} correspond à la variation de {\displaystyle {\vec {v}}_{\mathrm {e} }} au cours du temps : on compare alors le vecteur vitesse de {\displaystyle P_{t}} à l'instant {\displaystyle t} et le vecteur vitesse de {\displaystyle P_{t+\tau }} à l'instant {\displaystyle t+\tau }, ce qui fait intervenir plusieurs points coïncidents.
L'égalité {\displaystyle {\vec {a}}_{\mathrm {e} }={\frac {\mathrm {d} {\vec {v_{\mathrm {e} }}}}{\mathrm {d} t}}} ne devient vraie que dans le cas particulier où le point coïncident reste le même au cours du temps, c'est-à-dire quand {\displaystyle \mathrm {M} } est fixe dans {\displaystyle R'}.
- L'accélération de Coriolis : 
{\displaystyle {\vec {a}}_{\mathrm {c} }=2{\vec {\Omega }}_{(R'/R)}\wedge {\vec {v}}_{\mathrm {r} }}

La formule de composition des accélérations est alors donnée par :
| {\displaystyle {\vec {a}}_{\mathrm {a} }={\vec {a}}_{\mathrm {r} }+{\vec {a}}_{\mathrm {e} }+{\vec {a}}_{\mathrm {c} }} |

### Cas général
Dans le cas général, le référentiel considéré peut subir, par exemple, une accélération angulaire par rapport au référentiel galiléen. Il faut donc se ramener à la définition de l'accélération. Si l'on note :
- XR le vecteur position du point considéré dans le référentiel R, XR = XR 1e1 + XR 2e2 + XR 3e3 ;
- XR' le vecteur position du point considéré dans le référentiel R', XR' = XR' 1u1 + XR' 2u2 + XR' 3u3 ;
- XO' les coordonnées du centre du référentiel R' dans le référentiel R ;

alors les lois de composition s'écrivent :
Composition des positions : XR = XO' + XR'
Composition des vitesses : {\displaystyle {\frac {\mathrm {d} \mathbf {X} _{\mathrm {R} }}{\mathrm {d} t}}={\frac {\mathrm {d} \mathbf {X} _{\mathrm {O'} }}{\mathrm {d} t}}+{\frac {\mathrm {d} \mathbf {X} _{\mathrm {R'} }}{\mathrm {d} t}}={\frac {\mathrm {d} \mathbf {X} _{\mathrm {O'} }}{\mathrm {d} t}}+\sum _{i=1}^{3}{\frac {\mathrm {d} \mathrm {X} _{\mathrm {R'i} }}{\mathrm {d} t}}\mathbf {u} _{i}+\sum _{i=1}^{3}\mathrm {X} _{\mathrm {R'i} }{\frac {\mathrm {d} \mathbf {u} _{i}}{\mathrm {d} t}}}
Composition des accélérations : {\displaystyle {\frac {\mathrm {d} ^{2}\mathbf {X} _{\mathrm {R} }}{\mathrm {d} t^{2}}}={\frac {\mathrm {d} ^{2}\mathbf {X} _{\mathrm {O'} }}{\mathrm {d} t^{2}}}+{\frac {\mathrm {d} ^{2}\mathbf {X} _{\mathrm {R'} }}{\mathrm {d} t^{2}}}={\frac {\mathrm {d} ^{2}\mathbf {X} _{\mathrm {O'} }}{\mathrm {d} t^{2}}}+\sum _{i=1}^{3}{\frac {\mathrm {d} ^{2}\mathrm {X} _{\mathrm {R'i} }}{\mathrm {d} t^{2}}}\mathbf {u} _{i}+2\sum _{i=1}^{3}{\frac {\mathrm {d} \mathrm {X} _{\mathrm {R'i} }}{\mathrm {d} t}}{\frac {\mathrm {d} \mathbf {u} _{i}}{\mathrm {d} t}}+\sum _{i=1}^{3}\mathrm {X} _{\mathrm {R'i} }{\frac {\mathrm {d} ^{2}\mathbf {u} _{i}}{\mathrm {d} t^{2}}}}
En reprenant les notations ci-dessus :
- vitesse de O' par rapport à R : {\displaystyle \mathbf {v} _{\mathrm {O'/R} }={\frac {\mathrm {d} \mathbf {X} _{\mathrm {O'} }}{\mathrm {d} t}}}
- vitesse relative : {\displaystyle \mathbf {v} _{\mathrm {R'} }=\sum _{i=1}^{3}{\frac {\mathrm {d} \mathrm {X} _{\mathrm {R'i} }}{\mathrm {d} t}}\mathbf {u} _{i}}
- accélération de O' par rapport à R : {\displaystyle \mathbf {a} _{\mathrm {O'/R} }={\frac {\mathrm {d} ^{2}\mathbf {X} _{\mathrm {O'} }}{\mathrm {d} t^{2}}}}
- accélération relative : {\displaystyle \mathbf {a} _{\mathrm {R'} }=\sum _{i=1}^{3}{\frac {\mathrm {d} ^{2}\mathrm {X} _{\mathrm {R'i} }}{\mathrm {d} t^{2}}}\mathbf {u} _{i}}

on obtient les expressions :
Composition des positions : XR = XO' + XR'
Composition des vitesses : {\displaystyle {\frac {\mathrm {d} \mathbf {X} _{\mathrm {R} }}{\mathrm {d} t}}=\mathbf {v} _{\mathrm {O'/R} }+\mathbf {v} _{\mathrm {R'} }+\sum _{i=1}^{3}\mathrm {X} _{\mathrm {R'i} }{\frac {\mathrm {d} \mathbf {u} _{i}}{\mathrm {d} t}}}
Composition des accélérations : {\displaystyle {\frac {\mathrm {d} ^{2}\mathbf {X} _{\mathrm {R} }}{\mathrm {d} t^{2}}}=\mathbf {a} _{\mathrm {O'/R} }+\mathbf {a} _{\mathrm {R'} }+2\sum _{i=1}^{3}{\frac {\mathrm {d} \mathrm {X} _{\mathrm {R'i} }}{\mathrm {d} t}}{\frac {\mathrm {d} \mathbf {u} _{i}}{\mathrm {d} t}}+\sum _{i=1}^{3}\mathrm {X} _{\mathrm {R'i} }{\frac {\mathrm {d} ^{2}\mathbf {u} _{i}}{\mathrm {d} t^{2}}}}